# كريم هنت
كريم هنت (بالإنجليزية: Kareem Hunt)‏ هو لاعب كرة قدم أمريكية أمريكي، ولد في 6 أغسطس 1995 في ويلوبي في الولايات المتحدة.

## وصلات خارجية
- الموقع الرسمي
- كريم هنت على موقع إي إس بي إن.كوم (أن.أف.أل)3
- كريم هنت على موقع مرجع كرة القدم المحترفة.كوم (الإنجليزية)